# Diocesi di Amatunte di Cipro
La diocesi di Amatunte (in latino Dioecesis Amathusia in Cypro) è una sede soppressa e sede titolare della Chiesa cattolica.

## Storia
Amatunte, le cui rovine si trovano ad una decina di chilometri ad est di Limassol, è un'antica sede episcopale della Chiesa autocefala di Cipro, suffraganea dell'arcidiocesi di Salamina; oggi sussiste come corespicopato della Chiesa cipriota.
Sono cinque i vescovi attribuiti a questa diocesi. I primi due, Mnemonio e Ticone, sono due santi; il secondo, Ticone, è ricordato nel Martirologio Romano alla data del 16 giugno. Eliodoro partecipò al concilio di Calcedonia nel 451; Teodoro fu inviato a Gerusalemme dal patriarca di Alessandria Giovanni l'Elemosiniere, nativo di Amatunte, dopo il 614, per riscattare alcuni schiavi; Alessandro assistette al secondo concilio di Nicea nel 787. La diocesi scomparve durante le crociate, quando la città fu occupata e rasa al suolo da Riccardo Cuor di leone (1190).
Dal XIX secolo Amatunte è annoverata tra le sedi vescovili titolari della Chiesa cattolica; la sede è vacante dal 14 gennaio 1984.

## Cronotassi

### Vescovi greci
- San Mnemonio † (IV secolo)
- San Ticone † (IV secolo)
- Eliodoro † (menzionato nel 451)
- Teodoro † (menzionato dopo il 614)
- Alessandro † (menzionato nel 787)

### Vescovi titolari
- Pietro Luigi Rusconi † (23 febbraio 1801[2] - 29 marzo 1805 deceduto)
- Giulio Cesare Scotti,[3] O.F.M.Cap. † (9 settembre 1834 - 8 agosto 1862 deceduto)
- Antoni Junosza Gałecki † (25 settembre 1862 - 10 marzo 1885 deceduto)
- Vincenzo Brancia † (25 giugno 1889 - 26 luglio 1890 succeduto vescovo di Ugento)
- Jorge Montes Solar † (11 luglio 1892 - 7 marzo 1900 deceduto)
- Henri Maquet, S.I. † (31 luglio 1901 - 23 dicembre 1919 deceduto)
- Ulisse Carlo Bascherini † (8 marzo 1920 - 16 maggio 1933 deceduto)
- Georges-Marie-Joseph-Hubert-Ghislain de Jonghe d'Ardoye, M.E.P. † (23 maggio 1933 - 16 ottobre 1938 nominato arcivescovo titolare di Mistia)
- Patrick Cleary, S.S.C.M.E. † (13 dicembre 1938 - 11 aprile 1946 nominato vescovo di Nancheng)
- Isidore Borecky † (3 marzo 1948 - 3 novembre 1956 nominato eparca di Toronto)
- Garabed Amadouni † (22 luglio 1960 - 14 gennaio 1984 deceduto)